# Hitmill
HitMill ist eine von Roman Camenzind gegründete Musikproduktionsfirma für Künstler- und Werbemusik-Produktionen. Das Studio befindet sich im Kreis 5 in Zürich.

## Geschichte
HitMill wurde 1997 von Roman Camenzind gegründet. Mitinhaber Fred Herrmann beteiligte sich 2007 am Studio, Georg Schlunegger 2014. Die drei Aktionäre bilden gemeinsam die Geschäftsleitung.
Neben über drei Millionen verkauften Tonträgern und Dutzenden von Auszeichnungen erlangten die HitMill-Studios durch Charterfolge mit Werbemusik-Kompositionen wie «Love», «Welcome Home», «Slow Down Take It Easy» und«Bio Bio» landesweites Aufsehen.

## Produzierte Künstler (Auswahl)
Viele namhafte Schweizer Künstler produzierten in den HitMill-Studios. Neben Künstler-Produktionen gehören Musik für Werbung und Fernsehen, Firmenhymnen und Sprachaufnahmen zu den Kernkompetenzen von HitMill. Auch internationale Stars wie Lady Gaga, The Game, The Black Eyed Peas, Maria Mena oder Daughtry waren zu Gast bei HitMill.
- Bligg
- Pegasus
- Eliane
- Stress
- Adrian Stern
- Baschi
- Karavann
- Nicole Bernegger
- Anna Rossinelli
- Schwiizergoofe
- Heilsarmee / Takasa
- TinkaBelle
- Börni
- Dada Ante Portas
- Florian Ast
- DJ BoBo
- Fabienne Louves
- Francine Jordi
- George
- Gimma
- Katharina Michel
- Lovebugs
- Subzonic
- Myrto
- QL
- Ueli Schmezer
- Oliver Pocher
- Heimweh
- Nekish

## Awards (Auswahl)
- 31 Platin-Awards
- 49 Gold-Awards
- Cannes – Corporate Media & Film-Award «Hol de Schneider»
- Viva Comet mit Subzonic
- Prix Walo mit Subzonic, Bligg und Adrian Stern
- Best Song National «Skyline» mit Pegasus
- Best Song National «Legendä und Heldä» mit Bligg
- Best Album Urban National «0816» mit Bligg
- Best Breaking Act National «The Fool» mit Nicole Bernegger

## Film
- Schweizer Radio und Fernsehen: Cover Me, siebenteilige Musiksendung. 2 Staffeln, 2013, SRF Kultur
- Schweizer Radio und Fernsehen: Eurovision Song Contest, Heilsarmee, 2013
- Schweizer Radio und Fernsehen: Alpenrose, 2 Staffeln, 2014, SRF
- Schweizer Radio und Fernsehen: Chor auf Bewährung, sechsteilige TV-Serie. 1 Staffel 2007, Dokusoap